# Moteur brownien
Cet article traite des moteurs browniens en tant que machines moléculaires. Pour les phénomènes physiques et la théorie, voir le Mouvement brownien.

La kinésine, un exemple de moteur moléculaire qui utilise l'ATP pour « marcher » le long de nanotubules, est maintenant considérée comme un exemple de moteur brownien.

Les moteurs browniens sont des machines de taille nanométrique ou moléculaire qui utilisent des réactions chimiques pour générer un mouvement dirigé dans l'espace La théorie derrière les moteurs browniens repose sur le mouvement brownien : le mouvement aléatoire d'une particule immergée dans un liquide et qui n'est soumise à aucune autre interaction que des chocs avec les « petites » molécules en mouvement rapide dans le fluide environnant.
À l'échelle nanométrique (jusqu'à 100 nm), la viscosité domine l'inertie, et le degré extrêmement élevé des fluctuations thermiques dans l'environnement rend le mouvement dirigé au sens conventionnel pratiquement impossible. En effet, les forces poussant ces moteurs dans la direction souhaitée sont minuscules par rapport aux forces aléatoires exercées par l'environnement. Les moteurs browniens fonctionnent spécifiquement pour utiliser ce niveau important de bruit thermique aléatoire pour obtenir un mouvement dirigé et, en tant que tels, ne peuvent fonctionner qu'à l'échelle nanométrique.
Le concept de moteur brownien est très récent. Il n'a été inventé qu'en 1995 par Peter Hänggi, mais l'existence de tels moteurs dans la nature existe peut-être depuis très longtemps et il aide à expliquer les processus cellulaires cruciaux qui nécessitent des mouvements à l'échelle nanométrique, comme dans le cas de la synthèse des protéines ou de la contraction musculaire. Si tel est le cas, les moteurs browniens pourraient avoir des implications sur les fondements de la vie elle-même.
Plus récemment, des groupes de recherche ont tenté d’appliquer la connaissance acquise sur les moteurs browniens naturels pour tenter de résoudre des problèmes technologiques. Les applications des moteurs browniens sont les plus évidentes en nanorobotique en raison de leur dépendance inhérente au mouvement dirigé,.

## Histoire

### XXe siècle

Simulation du mouvement brownien que subit une grosse particule (particule de poussière) qui entre en collision avec un grand nombre de particules plus petites (molécules d'un gaz) qui se déplacent avec des vitesses et des directions aléatoires.

Le terme « moteur brownien » a été inventé à l'origine par le physicien théoricien suisse Peter Hänggi en 1995. Par contre, le terme de mouvement brownien, théorie sous-jacente du moteur brownien, doit son nom au botaniste écossais du XIXe siècle, Robert Brown. Ce dernier, alors qu'il regardait le pollen de la plante Clarkia pulchella immergé dans l'eau au microscope, avait décrit le mouvement aléatoire des particules de pollen en 1827. En 1905, près de quatre-vingts ans plus tard, le physicien théoricien Albert Einstein publiait un article dans lequel il modélisait le mouvement du pollen comme étant déplacé par des molécules d'eau individuelles, ce qui a pu être vérifié expérimentalement en 1908 par Jean Perrin, qui reçut le prix Nobel de physique en 1926 pour ses « travaux sur la structure discontinue de la matière ». Ces développements ont contribué à créer les fondements des théories actuelles à l'échelle nanométrique.
Les nanosciences sont restées pendant longtemps réservées aux sciences de la physique et de la chimie, mais les développements plus récents les placent de plus en plus au-delà de la portée de ces deux domaines traditionnels.

### XXIe siècle
En 2002, un article fondateur sur les moteurs browniens a été publié dans le magazine Physics Today de l'Institut américain de physique, sous le titre de « Brownian motors », par Raymond Dean Astumian et Peter Hänggi. Ils ont proposé le concept alors nouveau de moteur brownien et ont postulé que « le mouvement thermique combiné à une énergie d'entrée donne lieu à une canalisation du hasard qui peut être utilisée pour exercer un contrôle sur les systèmes microscopiques ». Astumian et Hänggi fournissent dans leur article une copie du poème de Wallace Stevens de 1919, « Le lieu des solitaires », pour illustrer avec élégance, d'un point de vue abstrait, la nature incessante du bruit.

« Inspirés par le mécanisme fascinant par lequel les protéines se déplacent en présence de bruit thermique, de nombreux physiciens s'efforcent de comprendre les moteurs moléculaires à l'échelle mésoscopique. L'une des conclusions importantes de ces travaux est que, dans certains cas, le bruit thermique peut contribuer à un mouvement dirigé en fournissant un mécanisme permettant de surmonter les barrières énergétiques. On parle alors de « moteurs browniens ». Dans cet article, nous nous concentrons sur plusieurs exemples qui mettent en évidence certains concepts physiques sous-jacents importants qui ont émergé. Mais nous notons d'abord que les poètes aussi ont été fascinés par le bruit.
...
Dans le monde microscopique, Il ne doit y avoir aucun répit / 
Ni du mouvement, ni du bruit du mouvement,". Plutôt que de le combattre, les moteurs browniens tirent parti de ce bruit incessant pour déplacer les particules de manière efficace et fiable. »

— Dean Astumian and Peter Hänggi, "Brownian Motors"
Un an après la publication de l'article par Astumian et Hänggi, l'équipe de chimie organique de David Leigh présentait les premiers moteurs browniens moléculaires artificiels. En 2007, la même équipe a signalé un mécanisme du cliquet pour véhiculer l'information moléculaire, inspiré du Démon de Maxwell.

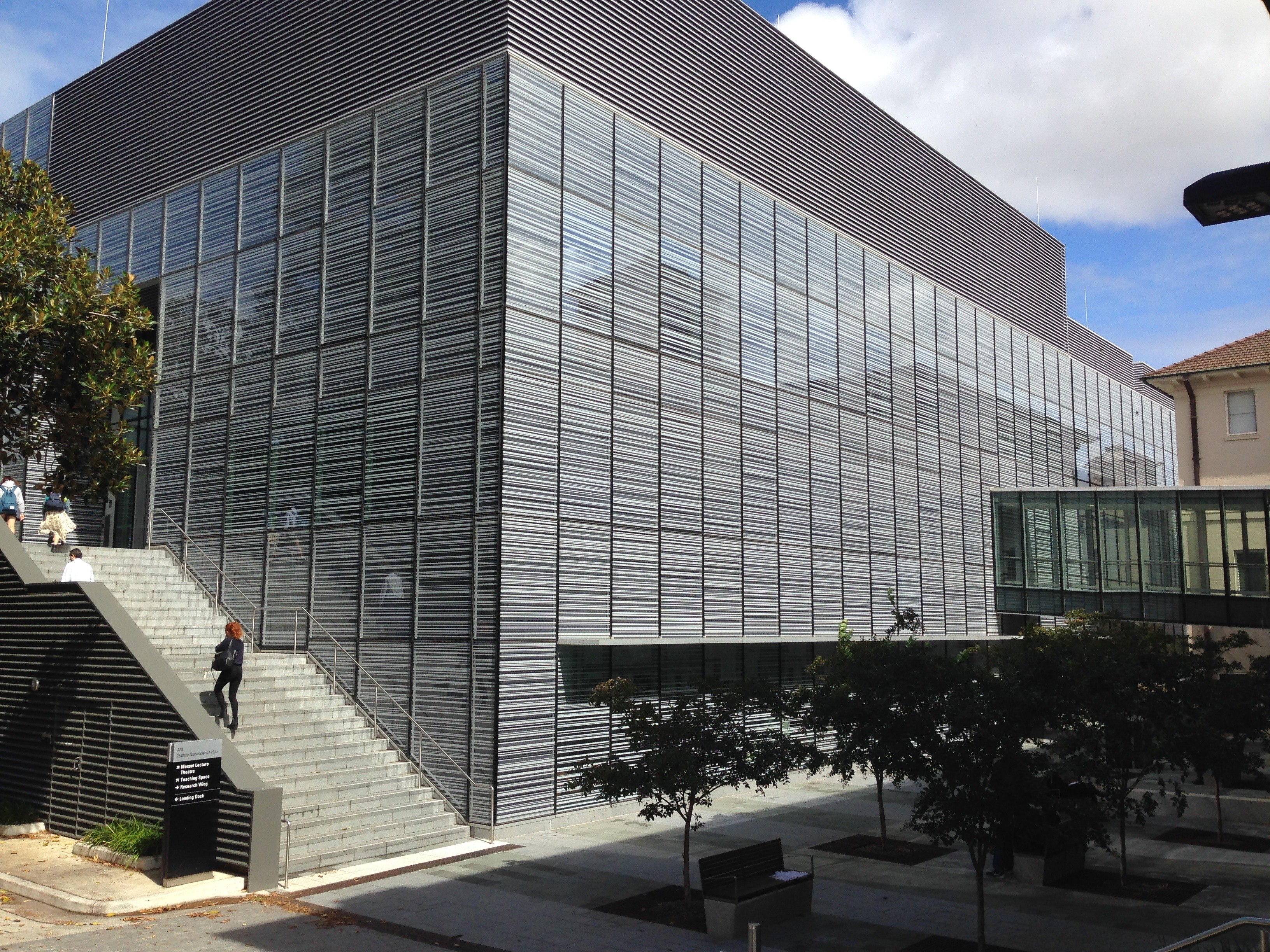
Le Centre de nanosciences de Sydney, une installation de 150 millions de dollars australiens spécialement conçue pour la recherche et l'éducation à l'échelle nanométrique.

Une autre démonstration importante de la nanotechnologie a été la construction d'un moteur brownien artificiel par IBM en 2018. Plus précisément, un environnement énergétique a été créé en façonnant avec précision une fente nanofluidique. Des potentiels alternatifs ainsi qu'un champ électrique oscillant ont ensuite été utilisés pour faire en sorte que les nanoparticules, en basculant tantôt d'un côté, tantôt de l'autre, se déplacent dans une direction souhaitée. L'expérience réussit à faire déplacer les nanoparticules le long d'un chemin ayant la forme du contour du logo IBM, ce qui constitue une étape importante dans l'utilisation pratique des moteurs browniens et d'autres éléments à l'échelle nanométrique.

D'autres institutions de par le monde, telles que l'Institut des nanotechnologies de l'Université de Sydney, dont le siège est au Centre de nanosciences de Sydney, (en anglais : Sydney Nanoscience Hub, ou SNH) et l'Institut suisse des nanosciences (en anglais : Swiss Nanoscience Institute, ou SNI) de l'Université de Bâle, sont des exemples d'activités de recherche émergentes dans le domaine des nanosciences. Les moteurs browniens restent un concept central à la fois dans la compréhension des moteurs moléculaires naturels et dans la construction de machines à l’échelle nanométrique impliquant un mouvement dirigé,.

« La recherche en nanosciences au sein de l'Institut suisse de nanoscience se concentre sur des domaines susceptibles de bénéficier aux sciences de la vie, au développement durable et aux technologies de l'information et de la communication. L'objectif est d'explorer les phénomènes à l'échelle nanométrique et d'identifier et d'appliquer de nouveaux principes pionniers. Cela implique que les chercheurs se plongent dans le monde des atomes et des molécules individuels. À ce niveau, les disciplines classiques de la physique, de la biologie et de la chimie se fondent en une seule. La collaboration interdisciplinaire entre les différentes branches scientifiques et institutions est donc un élément clé du travail quotidien de l'Institut. »

— Institut suisse de nanoscience

## Théorie

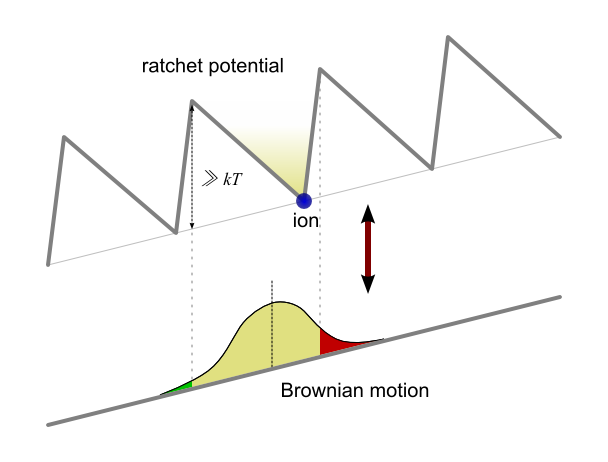
Le mécanisme du cliquet sert de fondement théorique au moteur brownien.

À l'échelle nanométrique, le bruit thermique est si important, que se déplacer dans une direction particulière est aussi difficile que « marcher au travers d'un ouragan » ou « nager dans la mélasse ». Le fonctionnement théorique du moteur brownien peut s'expliquer par le mécanisme du cliquet, dans laquelle de fortes fluctuations thermiques aléatoires permettent de déplacer une particule dans la direction souhaitée, tandis que de l'énergie est dépensée pour contrecarrer les forces qui tendraient à produire un mouvement dans la direction opposée. Le caractère aléatoire de la direction des forces thermiques est ainsi biaisé et la particule possède une plus grande probabilité de se déplacer dans la direction souhaitée. Ce mouvement peut être à la fois linéaire et rotationnel. Sur le plan biologique, ceci est possible car l'énergie chimique provient de la molécule adénosine triphosphate (ATP).
Le cliquet brownien s'apparente à une machine à mouvement perpétuel qui semble violer le second principe de la thermodynamique. Mais il a ensuite été démystifiée après une analyse plus détaillée par Richard Feynman et d'autres physiciens. La différence entre les moteurs browniens réels et les cliquets browniens fictifs est que seuls les premiers contiennent un apport d'énergie afin de fournir la force nécessaire au maintien du moteur en place afin de contrecarrer le bruit thermique qui tente de le déplacer dans la direction opposée.
Étant donné que les moteurs browniens s'appuient sur la nature aléatoire du bruit thermique pour obtenir un mouvement dirigé, ils restent de nature stochastique, dans le sens où ils peuvent être analysés statistiquement mais qu'il n'est pas possible de les prédire avec grande précision.

## Exemples dans la nature
Dans le domaine de la biologie, une grande partie de ce que nous considérons comme étant des moteurs moléculaires, basés sur des protéines, peut en fait être assimilé à des moteurs browniens. Ces moteurs moléculaires facilitent les processus cellulaires critiques dans les organismes vivants et sont fondamentaux pour la vie elle-même.
Les chercheurs ont réalisé des progrès significatifs dans l’étude de ces processus organiques, permettant de mieux comprendre leur fonctionnement interne. Par exemple, plusieurs types de moteurs moléculaires browniens, sous forme de protéines, existent dans le corps humain. Deux moteurs browniens biomoléculaires courants sont l'ATP synthase, un moteur rotatif, et la myosine de type II, un moteur linéaire. La protéine motrice ATP synthase produit un couple de force qui facilite la synthèse de l'ATP à partir de l'adénosine diphosphate (ADP) et du phosphate inorganique (Pi) grâce à la réaction :
ADP + Pi + 3H+sortie ⇌ ATP + H2O + 3H+entrée
En revanche, le couple de force produit par la myosine II est linéaire et constitue la base du processus de contraction musculaire. Parmi des protéines motrices, on trouve la kinésine et la dynéine, qui convertissent toutes deux l'énergie chimique en travail mécanique par hydrolyse de l'ATP. De nombreuses protéines motrices au sein des cellules du corps humain agissent comme des moteurs browniens en produisant un mouvement dirigé à l'échelle nanométrique. Certaines protéines courantes de ce type sont illustrées par les images générées par ordinateur ci-dessous :

## Applications

### Nanorobotique
La pertinence des moteurs browniens en nanorobotique, afin de répondre aux exigences du mouvement dirigé, est devenue de plus en plus évidente pour les chercheurs dans le monde universitaire et industriel,.
Les réplications artificielles des moteurs browniens s'inspirent de la nature et en diffère. Un type spécifique est le photomoteur, dans lequel le moteur change d'état à la suite d'impulsions lumineuses et génère un mouvement dirigé. Ces photomoteurs, contrairement à leurs homologues naturels, sont inorganiques et possèdent une plus grande efficacité et une plus grande vitesse moyenne. Ils sont donc mieux adaptés à l'usage humain que les alternatives existantes, telles que les moteurs à protéines organiques.
Actuellement, l'un des six « grands défis » de l'Institut des nanotechnologies de l'Université de Sydney est de développer des nanorobots dans le domaine de la santé, dont un aspect clé est une « fonderie de pièces à l'échelle nanométrique » capable de produire des moteurs browniens à l'échelle nanométrique pour le « transport actif dans le corps humain ». L'Institut prévoit que cette recherche aura notamment pour conséquence un « changement de paradigme » dans le domaine des soins de santé, qui « s'éloignera du modèle de soins pour se concentrer sur un modèle de prévention et d'intervention précoce », comme pour le cas des maladies cardiaques :

« Les changements au niveau moléculaire dans les maladies cardiaques précoces se produisent à l'échelle nanométrique. Pour détecter ces changements, nous construisons des robots nanométriques, plus petits que des cellules, qui navigueront dans le corps. Cela nous permettra de voir à l'intérieur des vaisseaux sanguins, même les plus étroits, de détecter les dépôts de graisse (plaque d'athérome) qui signalent le début de l'obstruction artérielle et de permettre un traitement avant que la maladie ne progresse.
...
L'impact de ce projet sera considérable. Il améliorera l'état de santé de tous les Australiens souffrant de maladies cardiaques et réduira les coûts des soins de santé. Il pourrait avoir des retombées positives sur d'autres problèmes de santé, notamment le cancer, la démence et d'autres maladies neurodégénératives. Il offrira un environnement de collaboration de classe mondiale pour former la prochaine génération de chercheurs australiens, stimulant ainsi l'innovation et le développement de nouvelles industries et de nouveaux emplois en Australie. »

Le professeur Paul Bannon, un chirurgien thoracique pour adultes de renommée internationale et chercheur médical de premier plan,, résume les avantages de la nanorobotique pour la santé :

« Si je pouvais me miniaturiser à l'intérieur du corps... je pourrais détecter des lésions précoces et traitables dans vos artères coronaires à l'âge de 25 ans et éviter ainsi votre mort prématurée. »

— Professor Paul Bannon, MBBS, PhD, FRACS

## Voir également
- Machines moléculaires
- Moteur moléculaire
- Mouvement brownien
- Cliquet brownien
- Nanotechnologie
- Nanorobotique
- Robert Brown
- Peter Hänggi